# Cratere Gander
Gander  è un cratere sulla superficie di Marte.